# Schlacht bei Magenta
Montebello – Varese – San Fermo – Palestro – Turbigo – Boffalora – Magenta – Melegnano – Treponti – Medole – Solferino – San Martino

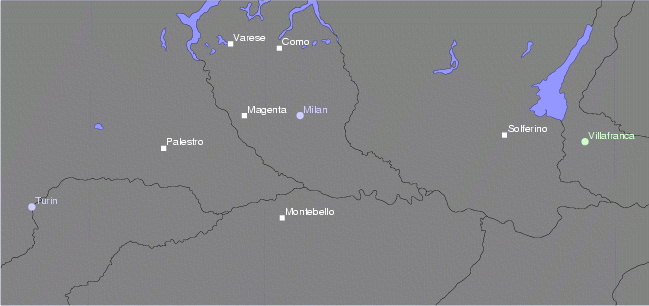
Schauplätze des Sardinischen Krieges

Die Schlacht bei Magenta am 4. Juni 1859 war eine Schlacht im Sardinischen Krieg zwischen dem Kaisertum Österreich und dem Königreich von Sardinien-Piemont und dessen Verbündeten Frankreich unter Napoléon III.

## Vorgeschichte
Am 29. April 1859 erfolgte der Einmarsch der Österreicher unter dem Oberbefehl des Feldzeugmeisters Graf Ferencz József Gyulay in das Piemont. Sie setzten sich auf der Linie von Biella bis Pavia fest. Nach dem Gefecht bei Montebello am 20. Mai führten die Franzosen hinter den Piemontesen hinweg einen Flankenmarsch nach Norden aus. Gyulay war hauptsächlich um seinen linken Flügel besorgt und darum, dass derselbe nicht durch einen Übergang der Verbündeten über den Po unterhalb seiner Stellung umgangen würde. Am 29. Mai ging die französisch-sardische Armee zum Gegenangriff über. Nach der Schlacht von Palestro und Vinzaglio war der Weg für die Verbündeten nach Mailand frei. Der französischen Armee wurde es in Folge möglich, sich am 3. Juni mit den Piemontesen bei Novara zu konzentrieren. Als Gyulay davon erfuhr, zog er sich auf das linke Ufer des Tessin zurück und nahm zwischen Magenta und Abbiategrasso Stellung.

## Einleitungsgefechte bei Boffalora und Turbigo am 3. Juni
Am Morgen des 3. Juni gingen die Franzosen über den Tessin, das Gardekorps griff bei Boffalora Teile des Korps Clam-Gallas an, das französische 2. Corps eröffnete nördlicher die Schlacht von Turbigo. In Ungewissheit über die Absichten des Gegners wollte Kaiser Napoléon III. am 4. Juli das östliche Tessin-Ufer erweitern, ohne die zur Täuschung des Gegners eingerichtete starke Truppenkonzentration bei Novara aufzugeben. Dort hatte als rechter Flügel der Schlachtfront das 1. Corps (Marschall Baraguay) an der Agogna gelehnt, sowie die Reiterdivision Desvaux zu decken. Das von Novara herankommende 4. Corps (General Niel) hatte bei Trecate das Zentrum zu bilden und die Kavalleriedivision des Generals Partouneaux hatte nach Olengo die Verbindung mit dem 1. Corps aufrechtzuerhalten. Als Reserve wurde die sardische Armee und die beiden restlichen Kavallerie-Divisionen bei Galliate konzentriert. Der 4. Juni war für die noch nicht im Kampf stehenden österreichischen Truppen zum Ruhetag bestimmt. Doch der bei der Armee eintreffende Generalstabschef Heinrich von Heß drängte Gyulay, den Gegner am nächsten Tag bei Magenta anzugreifen um den drohenden Verlust von Mailand abzuwenden.

## Schlacht am 4. Juni

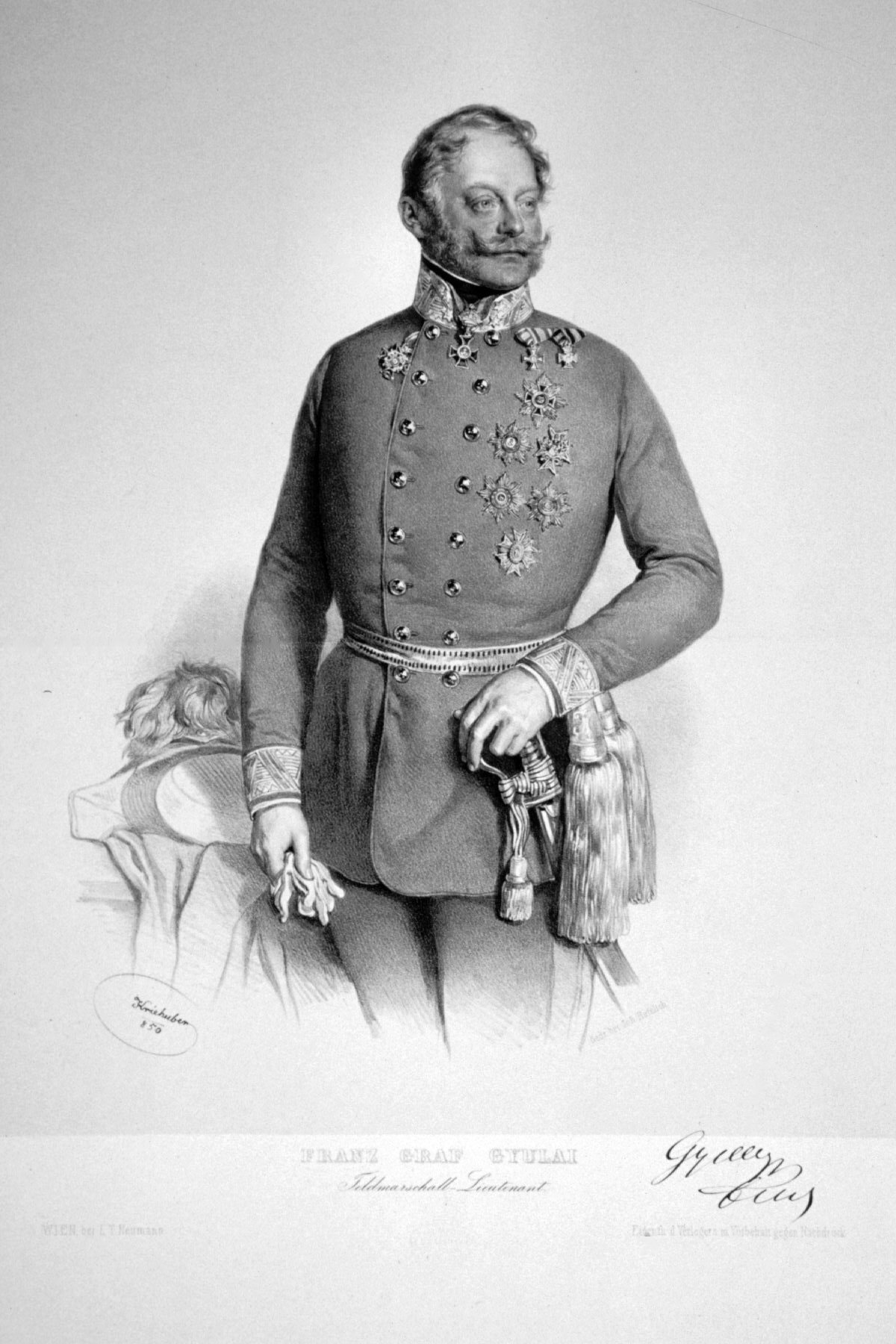
Franz Graf Gyulai, Lithographie von Josef Kriehuber, 1850

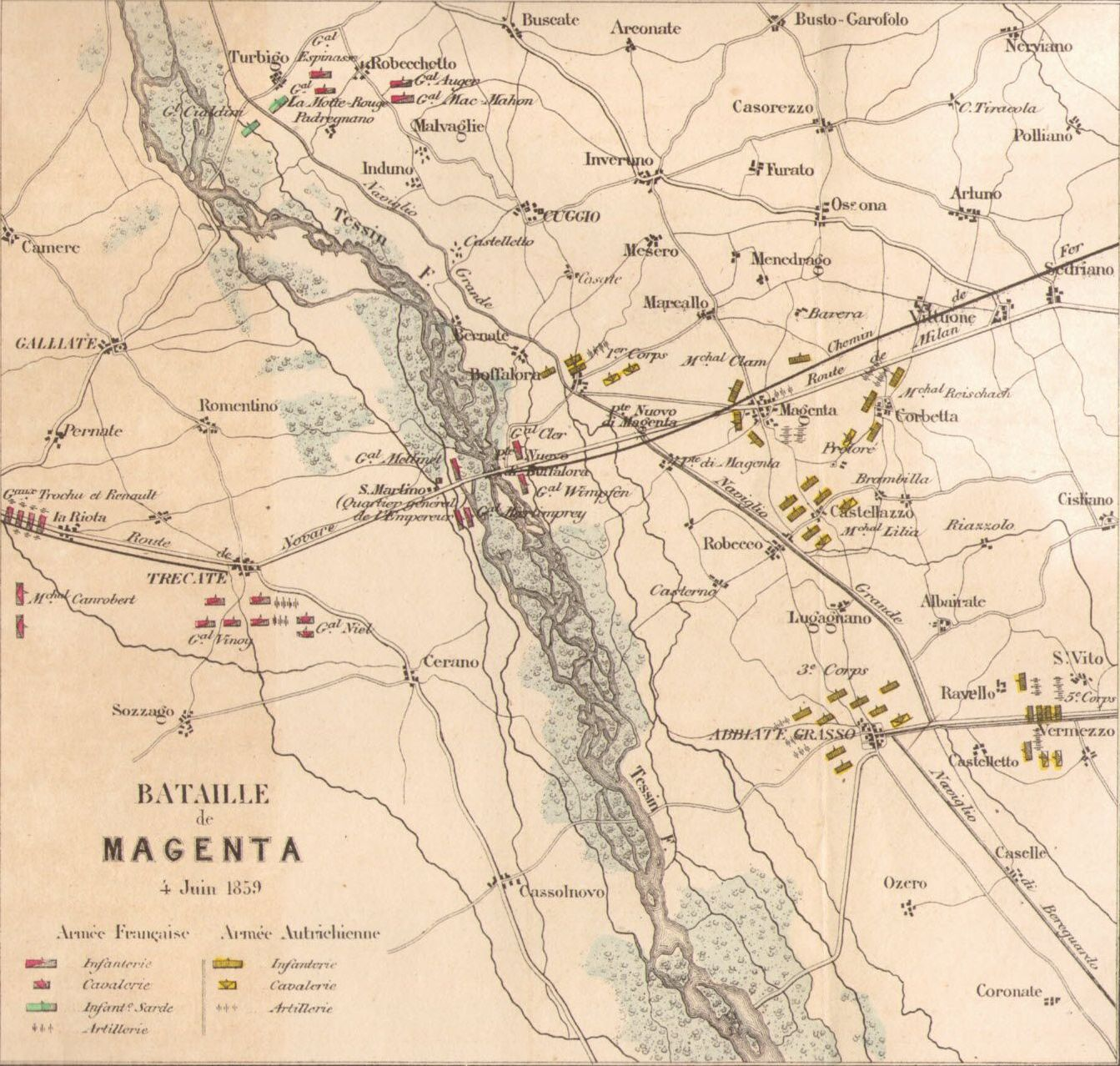
Plan der Schlacht

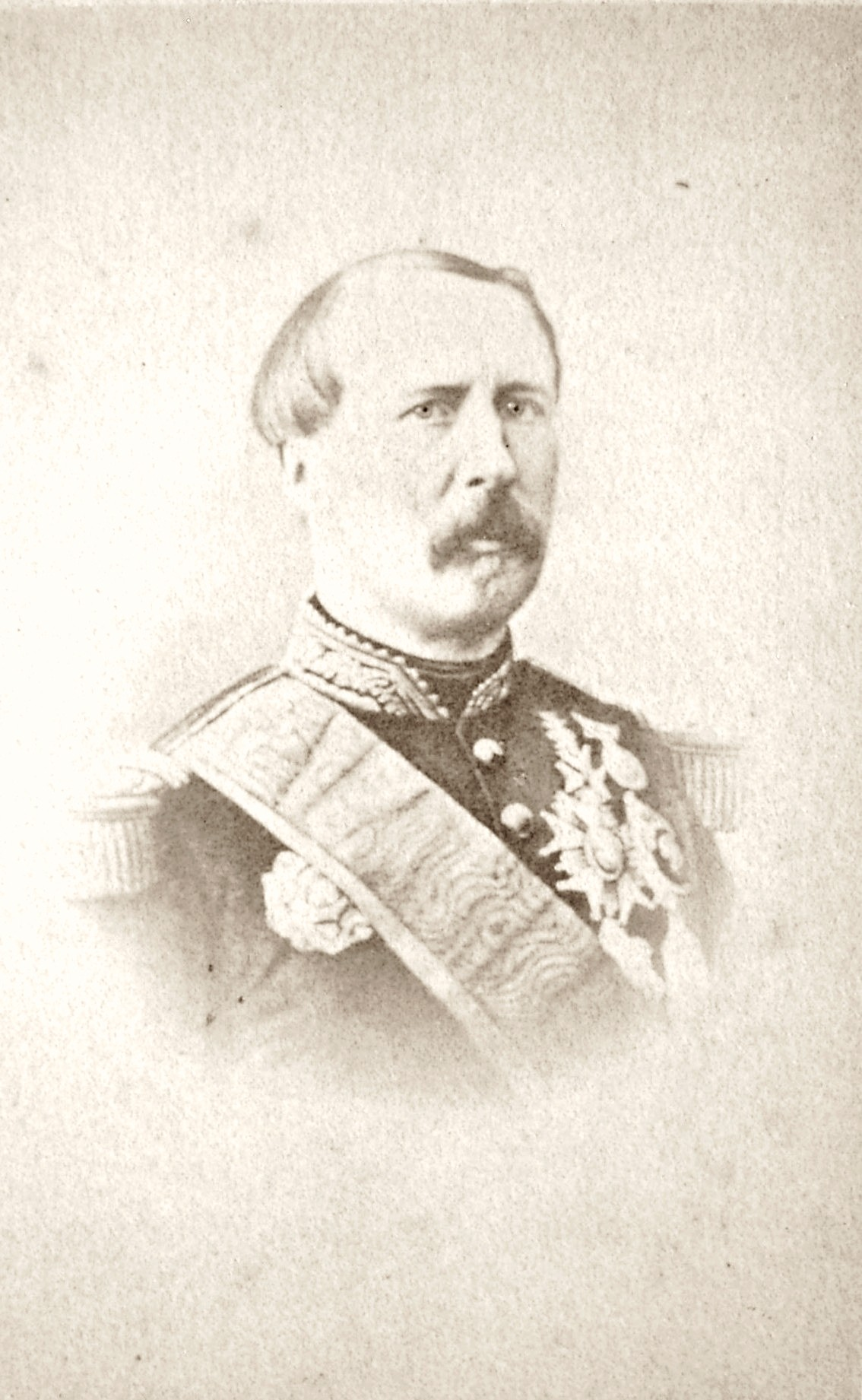
Patrice de Mac-Mahon

Als die französischen Gardetruppen am 4. Juni bei Sant Martino über den Tessin weiter auf lombardisches Gebiet vorrückten, kam es zur Schlacht bei Magenta. Napoleon III. befahl, die Österreicher mit sechs Brigaden der Garde anzugreifen, ohne die feindliche Stellung nehmen zu können. Die Truppen gerieten schnell selbst in Bedrängnis. Inzwischen war neben dem französischen 2. Corps von Norden auch das 3. Corps unter Canrobert von Westen her zu Hilfe gekommen, die Franzosen konnten sich dadurch am Schlachtfeld behaupten. Das bei Buffalora stehende Gardekorps unter Regnaud de Saint-Jean d’Angely sollte jetzt in zweiter Linie bleiben und den Truppen des 2. Corps unter Mac-Mahon den Vortritt lassen. Die zum Angriff auf Magenta bestimmte Division des Generals de La Motte-Rouge rückte über Casate und Boffalora in die vordere Schlachtlinie ein, dahinter folgte die Division unter Espinasse nach. General Mac Mahon wurde angewiesen, Magenta einzunehmen und über die Brücke von Sant Martino die Verbindung mit dem 3. Corps herzustellen, eine leichte Kavalleriebrigade hatte östlich Magenta den linken Flügel der Armee zu bilden.
Die Brückenstellung der Österreicher am Naviglio Pavese, dem parallel zum Tessin laufenden Großen Kanal bei Pontenuovo und Buffalora, welche von den Brigaden der Generalmajore von Burdina und Baltin gehalten wurde, erhielt ebenfalls Verstärkung durch die Regimenter des Obersten Wernhardt und des Grafen Hartmann. Gegen 7.00 Uhr früh war von den Österreichern die Verstärkung der feindlichen Aufstellung durch das Einrücken der frischen Garde-Division unter General Émile Mellinet bemerkt worden. Aus dem zweiten Treffen rückten die österreichischen Brigaden Szabo und Koudelka vor und wurden als Verstärkung näher an den Naviglio herangezogen. Nachdem das österreichische I. Korps unter Graf Clam-Gallas die Bedrohung an den Feldzeugmeister weitergeleitet hatte, schickte Graf Gyulay dem nördlich des Po stehenden V. und VIII. Korps sofort Befehl, den Marsch wieder aufzunehmen und die nördlicher im Kampf stehenden Truppen des I. und III. Korps zu unterstützen. Als Reserve war zwischen Corbetta und Magenta die Kavalleriedivision des Grafen von Mensdorff sofort einsatzbereit.
Am nördlichen Frontabschnitt war die sardinische 2. Division unter General Fanti bis 9.00 Uhr früh bei Turbigo vollständig über den Tessin gegangen und wartete am östlichen Ufer das Anrücken einer französischen Division des Marschall Canrobert ab. Wegen dieser Verzögerung kam die sardische 3. Division unter General Durando erst gegen Mittag über den Fluss.
Als die Division Espinasse vollständig auf dem französischen linken Flügel sowie die Division Picard auf dem rechten Flügel in den Kampf eingegriffen hatten, standen noch vor dem Mittag etwa 35.000 Österreicher gegen etwa 40.000 gegnerische Truppen.
Die bei Boffalora vorgeschobene Brigade Baltin hörte im Rücken den Gefechtslärm der bei Magenta angreifenden Division Mellinet und lief Gefahr, völlig abgeschnitten zu werden, nachdem von Norden die Division de La Motterouge in die Flanke drängte. Bei Pontenuovo wurden die Österreicher zurückgedrängt, dabei fiel Generalmajor Burdina. Die Brigade Hartung führte westlich des Naviglio einen starken Angriff auf den Pontevecchio durch und drängte die französische Brigade Piccard vor Magenta zurück.
Zögernd schickte Gyulay eine Division nach der anderen in den Kampf und erschien erst am frühen Nachmittag persönlich auf dem Schlachtfeld.
Obwohl auch das österreichische III. Korps unter General der Kavallerie Edmund zu Schwarzenberg bereits im Kampf stand, blieben die sofort verfügbare Division Lilia und die Reserve-Kavallerie noch immer unbenutzt in Reserve. Hätte Feldzeugmeister Gyulay die Lage richtig beurteilt und sofort zum energischen Gegenangriff angesetzt, wäre in diesem Moment sein Sieg möglich gewesen.

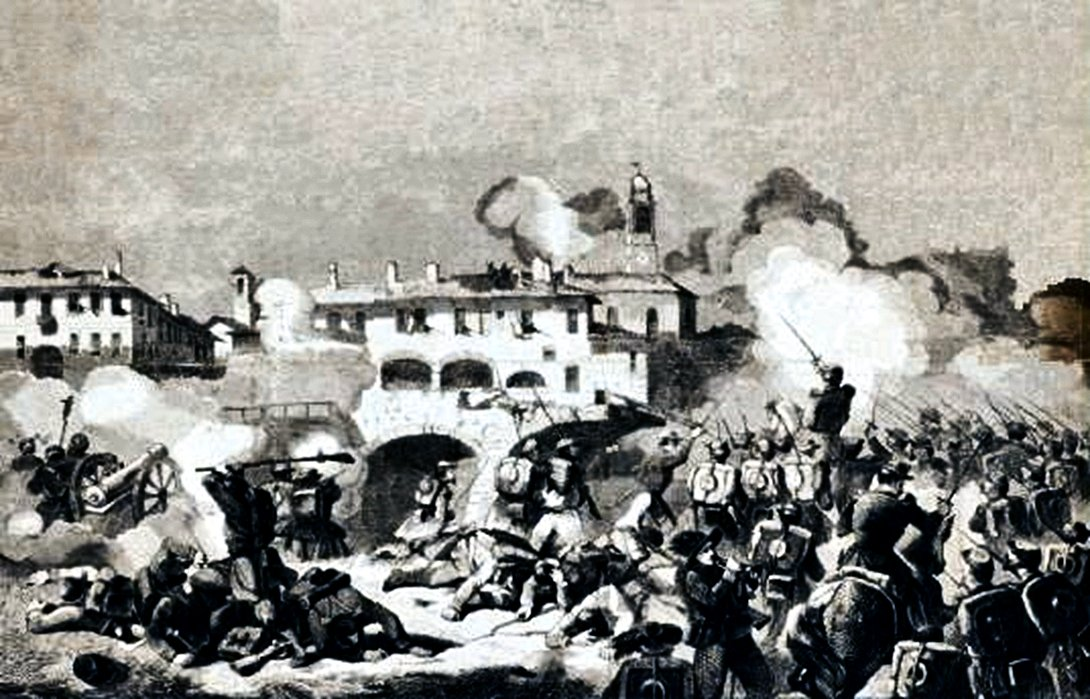
Kampf um Boffalora

Das Eingreifen der Division unter Generalmajor Reischach brachte den Österreichern jetzt die zahlenmäßige Überlegenheit von über 55.000 Mann, aber nicht den erhofften Sieg. Reischach setzte sich selbst an die Spitze seiner Division und führte einen neuen Angriff über den Großen Kanal auf Pontenuovo vor, dabei erhielt er einen Schuss durch die Hüfte. Der Führer der vorderen Brigade, Generalmajor Gablenz, übernahm die Führung der Division. Als die zweite Brigade unter Generalmajor Lebzeltern herankam, wurde Boffalora als allgemeines Ziel ausersehen.
General Lebzeltern, der keine Artillerie bei sich hatte, führte eines seiner Bataillone persönlich zum Sturm auf Boffalora. In heftigem Abwehrfeuer aus dem Ort erhielt Lebzeltern einen Treffer in die Schulter und musste zurückgebracht werden. Der Angriff begann zu stocken. Gegen 17.45 Uhr konnten die Truppen der Division Reischach die Stellungen am linken Ufer des Naviglio nicht mehr halten, als Truppen der französischen Garde, verstärkt durch die frisch eingetroffene Division Vinoy, einen starken Angriff ausführten.
Gegen 20.00 Uhr abends gelang es den Truppen unter Mac-Mahon, in Magenta einzudringen. Dieser Angriff wurde gleichzeitig von sechs französischen Brigaden gegen die nördlichen Ortsteile ausgeführt. Die jetzt über Turbigo nachgezogene sardische Division Fanti traf als Verstärkung ein und machte sich hinter dem linken Flügel nordöstlich von Magenta in zwei Treffen kampfbereit.
Auf österreichischer Seite war bis zum Ende der Schlacht von einer einheitlichen Führung so wenig zu spüren, dass einzelne Korps in der Nacht selbständig abzogen, so dass Gyulay, auch wenn er gewollt hätte, die Schlacht am 5. Juni nicht wieder hätte aufnehmen können. Die Franzosen hatten rund 4.000, die Österreicher etwa 6.000 Mann Tote und Verwundete zu beklagen. Auf Seiten der Österreicher gab es außerdem rund 4.500 Versprengte, meist desertierte Italiener. Mac-Mahon empfing für seinen Anteil an dem Sieg den Marschallstab und den Titel eines Herzogs von Magenta. 

## Folgen
Nach der Schlacht traten die Österreicher den Rückzug nach Südosten in Richtung zum Po auf Piacenza an, der rechte Flügel ging über Melegnano nach Lodi, das Zentrum über Sant Angelo nach Borghetto und der linke Flügel über Pavia nach Codogno zurück. Nach dem Verlust von Mailand und der Niederlage bei Melegnano am 8. Juni gingen die Österreicher unter Preisgabe fast der gesamten Lombardei weiter hinter den Mincio zurück, um sich auf das Festungsviereck Mantua-Peschiera del Garda-Verona-Legnago zu stützen. Am 24. Juni 1859 wurden die Österreicher in der entscheidenden Schlacht von Solferino erneut durch das sardinisch-französische Heer geschlagen. Napoleon III. beendete nach der Schlacht von Solferino den Krieg wegen der erlittenen hohen Verluste an Menschen und an Geld. Es wurde der Vorfrieden von Villafranca (so genannter Präliminarfriede von Villafranca) am 11. Juli 1859 geschlossen. In Folge der Schlacht von Solferino erfolgten die Gründung des Roten Kreuzes und der Verabschiedung der Genfer Konvention.
Eine 1862 bei Magenta eingeweihte Kapelle erinnert an die Schlacht.

## Trivia
Der französische Chemiker François-Emmanuel Verguin benannte die Farbe des von ihm entdeckten Teerfarbstoffes Fuchsin unter dem Eindruck des französischen Erfolges in dieser Schlacht von Fuchsia auf Magenta um, nachdem der dortige Erdboden durch das Blut der Gefallenen und Verwundeten eine solche Farbe angenommen hatte.